# StarLogo
StarLogo est un langage de simulation basé sur des agents développé par Mitchel Resnick, Eric Klopfer et d'autres au Massachusetts Institute of Technology (MIT) Media Lab et Scheller Teacher Education Program dans le Massachusetts. C'est une extension du langage de programmation Logo, un dialecte de Lisp. Conçu pour l'enseignement, StarLogo peut être utilisé par les étudiants pour modéliser ou simuler le comportement de systèmes décentralisés.

## Histoire
Le premier StarLogo fonctionnait sur un ordinateur parallèle Connection Machine 2. Une version ultérieure a fonctionné sur des ordinateurs Macintosh. Il a ensuite été renommé MacStarLogo et s'appelle désormais MacStarLogo Classic. Le StarLogo actuel est écrit dans le langage Java et fonctionne sur la plupart des ordinateurs. StarLogo est également disponible dans une version nommée OpenStarLogo. Son code source est disponible en ligne, mais la licence sous laquelle il est publié n'est pas une licence open source selon The Open Source Definition, en raison des restrictions sur l'utilisation commerciale du code.[réf. nécessaire]
La dernière version de StarLogo, StarLogo Nova, a été publié sous forme beta en été 2014.